# Сугатхакумарі
Сугатхакумарі (22 січня 1934 — 23 грудня 2020) — індійська поетеса та активістка, яка була в авангарді екологічних та феміністичних рухів у Кералі, Південна Індія. Її батьками були поет і борець за свободу Бодхесваран і В. К. Картіяїні Амма, дослідниця санскриту. Вона була секретарем-засновницею Пракриті Самракшана Саміті, організації захисту природи, і Абхаї, будинку для знедолених жінок і денного центру для психічно хворих. Сугатхакумарі очолювала жіночу комісію штату Керала. Вона зіграла помітну роль у протесті Save Silent Valley.
Серед визначних робіт Сугатхакумарі були Мутчучіппікал, Патхірапуккал, Крішна Кавітхакал, Ратрімажа та Маналежуту. Вона отримала численні нагороди та визнання, включаючи премію Керала Сахітя Академі (1968), премію Кендри Сахітя Академі (1978), премію Одаккузхала (1982), премію Ваялар (1984), премію Індіри Пріядаршіні Врікша Мітра (1986), премію Асана (1991), Премію Валлатхола (2003), стипендія Керала Сагатія Академі Велловшіп (2004), Ezhuthachan Puraskaram (2009), Saraswati Samman (2012), Літературна премія Mathrubhumi (2014) та Літературна премія ONV (2017). У 2006 році вона була нагороджена Падма Шрі, четвертою найвищою цивільною нагородою країни.

## Раннє життя
Сугатхакумарі народилася в Аранмулі 22 січня 1934 року в сучасному південному індійському штаті Керала (тоді в Королівстві Траванкор). Її батько Кешава Піллаї, відомий як Бодхесваран, був відомим мислителем і письменником Гандизму, який брав участь у боротьбі за свободу країни. В. К. Картіяїні Амма, її мати, була відомою ученою і вчителькою санскриту. Сугатхакумарі була другою з трьох дочок своїх батьків, після старшої сестри на ім'я Хрдаякумарі, і перед молодшою сестрою на ім'я Суджата Деві, обидві вони досягли успіху в літературній сфері. Після закінчення університетського коледжу Тіруванантапурама Сугатхакумарі в 1955 році отримала ступінь магістра філософії в Урядовому жіночому коледжі Тіруванантапурама і три роки досліджувала тему «Порівняльне вивчення концепції мокші в індійських філософських школах», але не завершила дисертацію. Сугатхакумарі була віце-президентом штату Керала Students Uniun KSU... ..вона працювала в KSU 3 роки: 1959-1962 рр.

## Літературна кар’єра

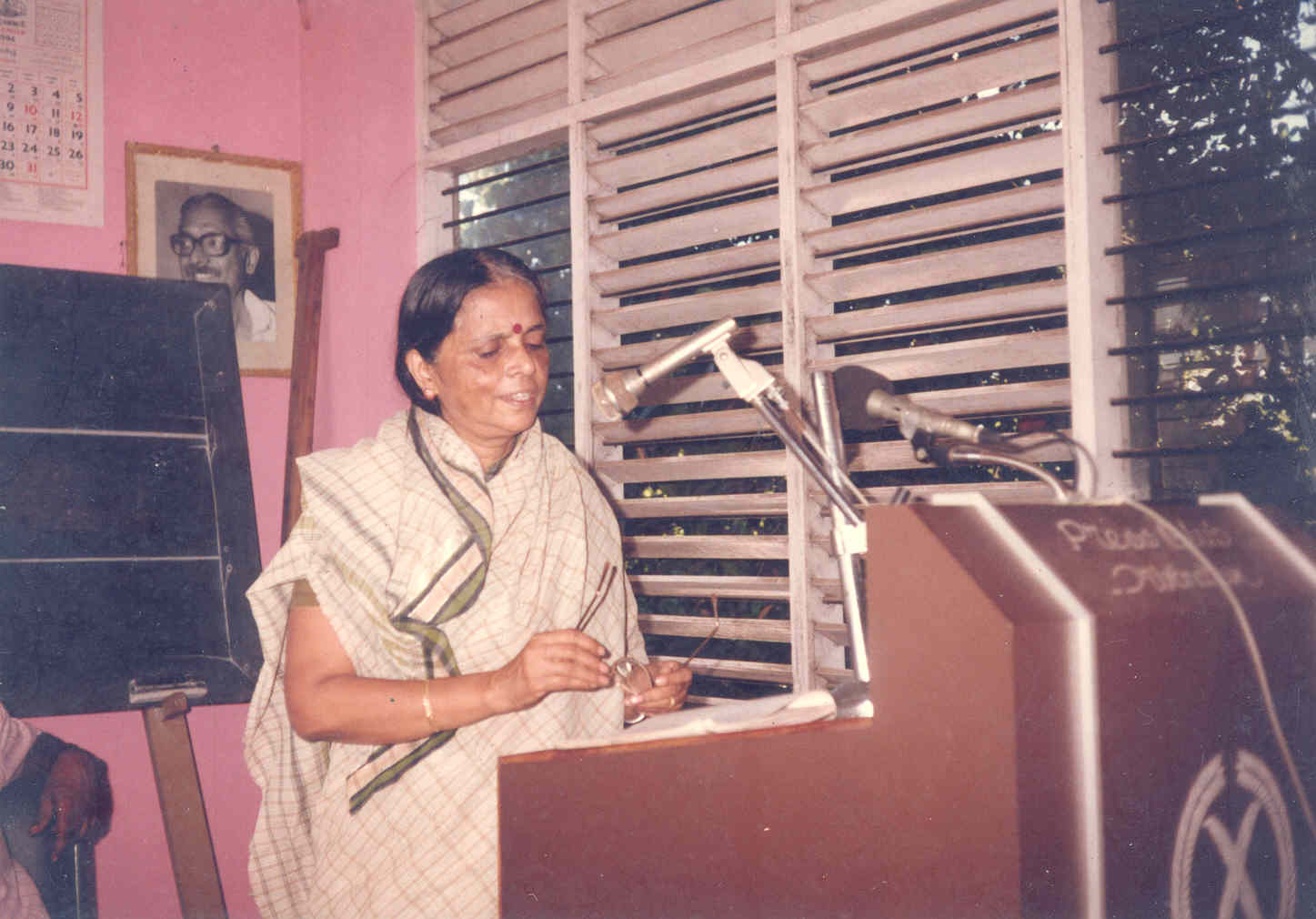
Сугатхакумарі під час церемонії вручення премії Фоккани, Тіруванантапурам (1994)

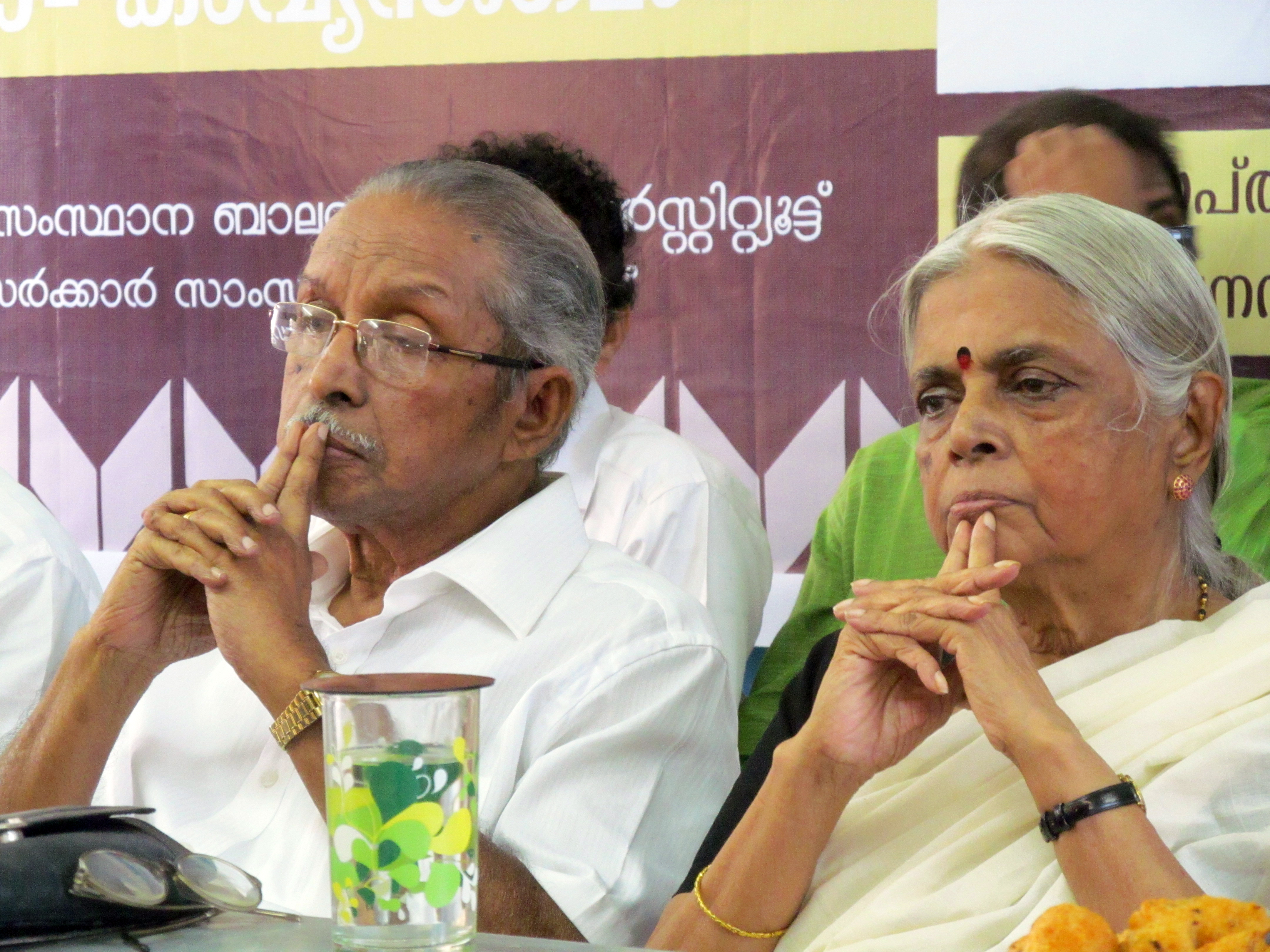
О.Н.В. Куруп і Сугатхакумарі у вересні 2013 року

Перший вірш Сугатхакумарі, який вона опублікувала під псевдонімом у щотижневому журналі в 1957 році, привернула широку увагу. У 1968 році Сугатхакумарі отримала премію Керала Sahitya Akademi Award за поезію за свою роботу Pathirappookal (Квіти півночі). Раатрімажа (Нічний дощ  отримав премію «Оскар» Кендри Сахітя у 1978 році. Інші її колекції включають Paavam Manavahridayam, Muthuchippi, Manalezhuth, Irulchirakukal та Swapnabhoomi. Попередня поезія Сугатхакумарі здебільшого стосувалась трагічних пошуків кохання і вважається більш ліричною, ніж її пізніші твори, в яких тиха, лірична чуттєвість замінюється все більш феміністичними реакціями на соціальний безлад і несправедливість. Екологічні проблеми та інші сучасні проблеми також гостро зображені в її поезії.
Сугатхакумарі була описана як одна із найчутливіших і найбільш філософських осіб серед сучасних малаяламських поетів. Її поезія виказувала її смуток. В інтерв’ю вона сказала: «Написати мене надихнули переважно мої емоційні потрясіння; деякі з моїх віршів можна назвати радісними. Але в ці дні я відчуваю, що повільно віддаляюся від усього цього, у світ, який є марним або безглуздим». До найвідоміших робіт Сугатхакумарі належать Раатрімажа, Амбаламані (храмовий дзвін) і Маналежуту. Сугатхакумарі також писала дитячу літературу, отримавши нагороду за прижиттєвий внесок у дитячу літературу, засновану Державним інститутом дитячої літератури, у 2008 році. Вона також переклала багато творів на малаялам.
Сугатхакумарі отримала численні інші нагороди за свої літературні роботи, включаючи премію Ваялара та Ezhuthachan Puraskaram, найвищу літературну нагороду від уряду Керали.  У 2004 році вона отримала стипендію Керала Sahitya Akademi Fellowship. У 2012 році Сугатхакумарі виграла Сарасваті Самман, будучи лише третьою письменницею на малаялам, якій це вдалося. Вона також отримала премію Pandit Karuppan Award. Сугатхакумарі була директором штату Керала Джавахар Балабхаван, Тіруванантапурам. Вона була засновницеюThaliru, дитячого журналу, що видається Державним інститутом дитячої літератури Керали.

## Громадська активність

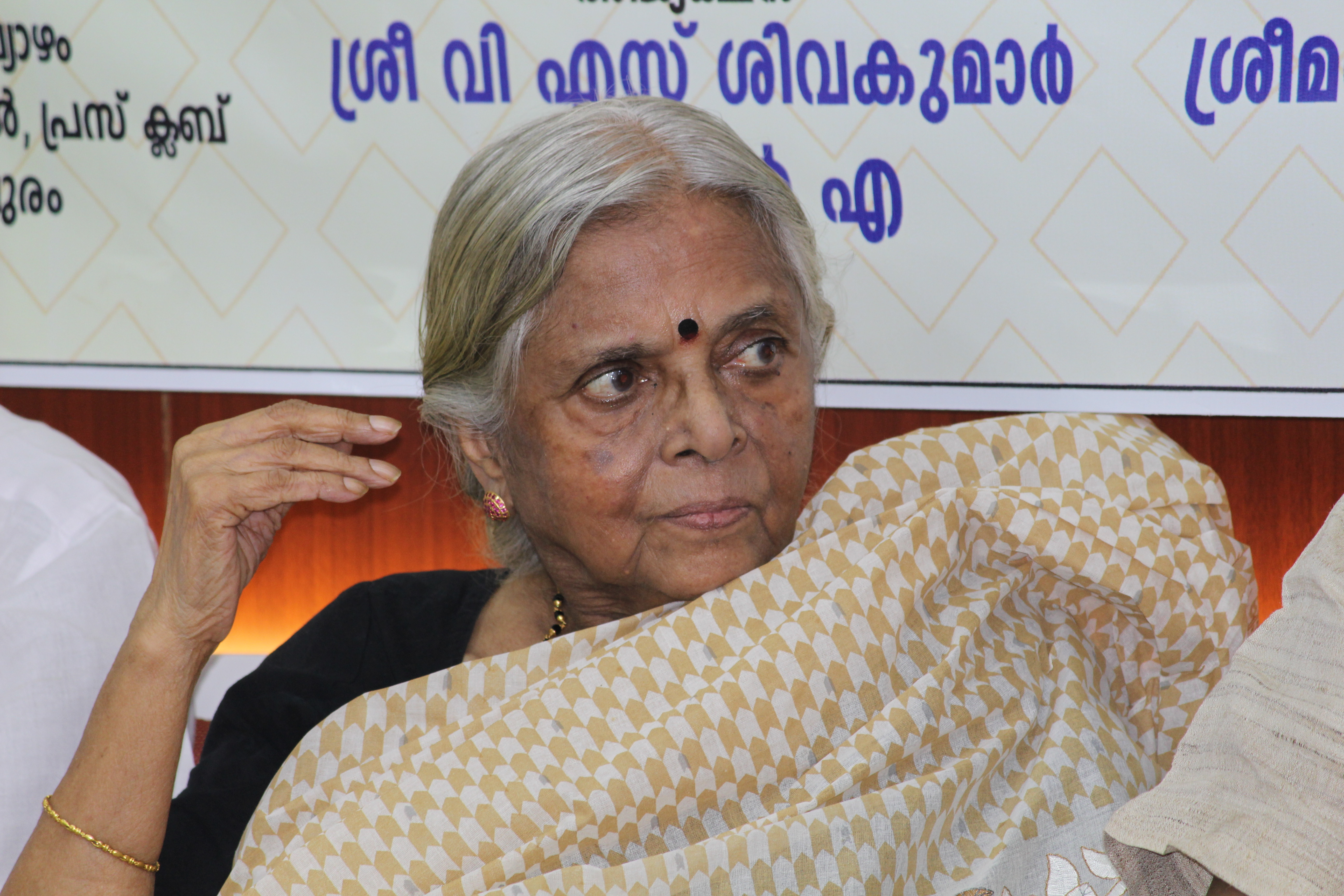
Сугатхакумарі у 2017 році

Віддана охорониця природи, Сугатхакумарі обіймала посаду секретарки Товариства охорони природи Тіруванантапурама. Наприкінці 1970-х років вона очолила успішний загальнонаціональний рух, відомий як Save Silent Valley, щоб врятувати деякі з найстаріших природних лісів країни, Silent Valley в Кералі від занурення в результаті запланованого проекту гідроелектростанції. Її вірш Marathinu Stuthi (Ода дереву) став символом протесту з боку інтелектуальної спільноти і став піснею відкриття більшості зустрічей кампанії Save Silent Valley. Вона була секретаркою-засновницею Пракриті Самракшана Самітхі, організації захисту природи. Вона також брала активну участь у різноманітних жіночих рухах 1970-х років і була головою жіночої комісії штату Керала.
Сугатхакумарі також заснувала Abhaya (притулок), організацію, яка надає притулок жінкам з психічними захворюваннями, після того, як вовна була вражена умовами в державній психіатричній лікарні в Тіруванантапурамі. Три жінки на чолі з громадською активісткою і художницею Г. Гітою вимагали розслідування щодо зґвалтування ув'язненої з далитів двома консультантами та наглядачем гуртожитку «Абхая» у 2002 році.
За її зусилля у збереженні навколишнього середовища та лісорозведенні Сугатхакумарі отримала першу премію Індіри Пріядаршіні Врікша Мітра від уряду Індії, премію Бхаттіа за соціальні науки, міжнародну премію Sacred Soul, премію Лакшмі за соціальне служіння.

## Особисте життя
Чоловік Сугатхакумарі, доктор К. Велаюдхан Наїр (помер у 2003 р.) був педагогом і письменником, який був експертом з педагогічної психології. У них народилася дочка Лекшмі Деві. Старша сестра Сугатхакумарі Хрідаякумарі була літературною критикинею, ораторкою й освітянкою. На її 84-й день народження уряд Керали оголосив дім предків Сугатхакумарі, Важувелі Тараваду, охоронюваним пам'ятником.
Сугатхакумарі померла 23 грудня 2020 року від ускладнень, викликаних COVID-19 під час пандемії COVID-19 в Індії, в Урядовому медичному коледжі Тіруванантапурама, за тридцять днів до свого 87-го дня народження. Того ж дня вона була кремована з повними державними почестями в крематорії Сантікавадам у Тіруванантапурамі.

## Праці
- Mutthuchippi (Pearl and Oyster; 1961)[27]
- Pathirappookkal (Midnight Flowers; 1967)[28]
- Paavam Pavam Manava Hrudayam (Poor Human Heart; 1968)[29]
- Pranamam (Salutation; 1969)[30]
- Irul Chirakukal (The Wings of Darkness; 1969)[31]
- Raathrimazha (Night Rain; 1977)[32]
- Ambalamani (Temple Bell; 1981)[33]
- Kurinjippookkal (Kurinji Flowers; 1987)[34]
- Thulaavarshappacha (The Monsoon Green; 1990)[35]
- Radhayevide (Where is Radha?; 1995)[36]
- Devadasi (1998)[37]
- Manalezhuthu (The Writing on the Sand; 2006)[38]
- Abhisarika[39]
- Sugathakumariyude Kavithakal (2006)[40]
- Krishnakavithakal (2008)[41]
- Megham Vannu Thottappol (2010)[42]
- Poovazhi Maruvazhi[43]
- Kaadinu Kaaval[44]

## Нагороди та визнання

### Цивільні відзнаки
- 2006: Падма Шрі[15]

### Літературні премії
- 1968: Kerala Sahitya Akademi Award for Poetry заPathirappookkal[45]
- 1978: List of Sahitya Akademi Award winners for Malayalam|Kendra Sahitya Akademi Award за Rathrimazha[46]
- 1982: Odakkuzhal Award за Ambalamani[47]
- 1984: Vayalar Award за Ambalamani[47]
- 1990: Asan Smaraka Kavitha Puraskaram[48]
- 2001: Malayalam Literary Awards#Lalithambika Antharjanam Smaraka Sahitya Award[47]
- 2003: Vallathol Award[49]
- 2004: Kerala Sahitya Akademi Fellowship[50][51]
- 2004: Malayalam Literary Awards#Balamani Amma Award|Balamaniamma Award[52]
- 2007: Malayalam Literary Awards#P. Kunhiraman Nair Award за Manalezhuthu[53]
- 2008: Mahakavi Pandalam Keralavarma Poetry Award[54]
- 2008: Award for Lifetime Contribution to Children's Literature[55]
- 2009: Ezhuthachan Puraskaram[56]
- 2009: Basheer Puraskaram[57][58][59]
- 2012: Saraswati Samman за Manalezhuthu[60]
- 2013: PKV Award for Literature[61]
- 2013: Pandit Karuppan Award[62]
- 2014: V. T. Bhattathiripad Literary Award[63]
- 2014: Mathrubhumi Literary Award[64]
- 2014: Thoppil Bhasi Award[65]
- 2017: O. N. V. Literary Award[66]
- 2017: P. Kesavadev Literary Award[67]
- 2019: Kadammanitta Ramakrishnan Award[68]

### Інші нагороди
- 1986: Премія Індіри Пріядаршіні Врікша Мітра
- 2006: Панампіллі Пратхібха Пураскарам [69]
- 2007: Премія Стрізакті [70]
- 2007: Премія К. Кунхірами Курупа [71]
- 2009: Премія М.Т.Чандрасенана [72]

## Подальше читання
- M. Leelavathi (1980). Malayala kavita sahitya charitram (малаял.). Trichur: Kerala Sahitya Akademi.
- T. M. Chummar (1973). Padya sahitya charitram (малаял.). Kottayam.
- Mohan Lal (ред.). Encyclopaedia of Indian Literature: sasay to zorgot. Т. 5. New Delhi: Sahitya Akademi. с. 4111, 4112.
- K. V. Surendran (ред.). 5. Indian Women Poets: Mapping out New Terrains and 8. Man-Woman Relationship in Kamala Das and Sugathakumari. Indian English Poetry: New Perspectives. Т. 5. New Delhi: Sarup & Sons. с. 37—50, 62—70.
- Susie Tharu, K. Lalita, ред. (1993). Women Writing in India: The Twentieth century. Т. 2. Feminist Press. с. 398—401.
- Sugathakumari. Kerala Tourism (англ.). 23 січня 2019. Процитовано 23 січня 2019.

## Зовнішні посилання
- Вікісховище має мультимедійні дані за темою: Сугатхакумарі
- Abhaya
- Thaliru magazine
- Провідні вогні – Smt. Сугатхакумарі
- Сугатакумарі уривки з інтерв'ю, Archived